# Life During Wartime

Life During Wartime est un film américain réalisé par Todd Solondz, sorti en 2009.

## Synopsis
Life during Wartime est la suite de Happiness. Joy découvre que son mari souffre toujours des mêmes problèmes et se rapproche de sa famille afin de prendre un peu de recul. Trish, sa sœur, rencontre Harvey, un homme « qui n'est pas son genre » mais dont elle tombe amoureuse. Elle a trois enfants et depuis dix ans fait croire aux deux plus jeunes que leur père est mort. Celui-ci sort en réalité de prison : il a été condamné pour pédophilie.

## Fiche technique
- Titre : Life During Wartime
- Réalisation : Todd Solondz
- Scénario : Todd Solondz
- Production : Ken Bailey, Andrew Peterson, Elizabeth Redleaf, Mike S. Ryan, Mark Steele, Derrick Tseng et Christine K. Walker
- Photographie : Edward Lachman
- Montage : Kevin Messman
- Pays d'origine :  États-Unis
- Format : couleurs - Dolby Digital
- Genre : comédie dramatique
- Durée : 98 minutes
- Date de sortie : 2009

## Distribution
- Shirley Henderson (V. F. : Raphaëline Goupilleau) : Joy
- Michael K. Williams (V. F. : Lucien Jean-Baptiste) : Allen
- Allison Janney (V. F. : Sylvia Bergé) : Trish
- Michael Lerner (V. F. : Jean-Claude Sachot) : Harvey
- Dylan Riley Snyder (V. F. : Gabriel Hallali) : Timmy
- Ciarán Hinds (V. F. : Philippe Faure) : Bill
- Renée Taylor : Mona
- Paul Reubens (V. F. : François Chaix) : Andy
- Emma Hinz : Chloe
- Charlotte Rampling (V. F. : elle-même) : Jacqueline
- Ally Sheedy (V. F. : Catherine Wilkening) : Helen
- Gaby Hoffmann : Wanda
- Chris Marquette : Billy
- Roslyn Ruff : la serveuse
- Rebecca Chiles : l'hôtesse

Source et légende : Version française (V. F.) sur le site d’AlterEgo (la société de doublage)